# Monastero di Kapellendorf
Il monastero di Kapellendorf era un monastero cistercense, poi passato ai benedettini e infine ai protestanti, situato nella città di Kapellendorf, in Germania. Attualmente la struttura ospita un museo.

## Localizzazione
I signori di Kapellendorf, nobile famiglia della Turingia che nel 1149 aveva ottenuto anche il burgraviato di Kirchberg (vicino a Jena), ottennero nel corso del XII secolo anche il patronato sulla chiesa parrocchiale di Kapellendorf e nel 1235 decisero di fondarvi un piccolo monastero che venne affidato alla congregazione dei cistercensi. Il monastero, oltre che dimostrare pubblicamente la potenza della famiglia, doveva fungere da luogo di sepoltura dei membri della nobile casata.
Il monastero venne dotato di vaste proprietà nelle località di Taubach, Umpferstedt, Sulzbach, Hermstedt, Römstedt, Kötschau, Frankendorf e Hausdorf tra le principali.
Nel 1256 è documentata una disputa sulla vita ordinata nel convento. Presumibilmente a seguito di questa disputa, 15 monache lasciarono il monastero di Kapellendorf prima del 1260 e fondarono il monastero di Bachra.
Edvige è riconosciuta come la prima badessa del monastero, in servizio dal luglio del 1263 sino al 1300 e probabilmente legata alla famiglia Kirchberg. Dopo la caduta dell'influenza dei burgravi, il loro baliato venne formalmente trasferito ai loro successori nel feudo, la città di Erfurt dal 1352 e la famiglia Vitzthum dal 1446. Nel 1451 il villaggio di Kapellendorf e il monastero furono teatro di un assedio del castello locale che durò diverse settimane. Queste sfavorevoli condizioni portarono al rapido declino della vita monastica. Oltre alla sua importanza culturale ed economica, il monastero era anche un'importante impresa agricola locale; nel 1508 divenne proprietà dei Wettin. Nel corso della guerra dei contadini nella primavera del 1525, il monastero fu gravemente colpito e le monache si rifugiarono entro le mura del castello locale. Dopo la Riforma protestante, il monastero di Kapellendorf venne secolarizzato nel 1527, e da allora la chiesa di Kapellendorf servì come chiesa parrocchiale locale.
Sui pochi resti degli ambienti conventuali, nel 1959, la comunità di Kapellendorf iniziò ad allestire un museo collegato a quello del vicino museo, restaurato completamente negli anni '80 con la consulenza di Horst Jahresling.